# Una notte che vola via/Canto te
Una notte che vola via è il primo singolo del cantante italiano Zucchero Fornaciari contenuto nel primo album del cantante Un po' di Zucchero del 1983, pubblicato dall'etichetta discografica Polydor.

## Descrizione
Il brano, scritto dallo stesso Zucchero e da Carlo D'Apruzzo, venne presentato al Festival di Sanremo del 1982, dove fu finalista.
Zucchero, che si era presentato al Festival di Sanremo 1982 con lo pseudonimo di "Zucchero Fornaciari", eseguì il brano nel corso della prima serata della manifestazione, che si svolse il 28 gennaio 1982.
Il cantante, che era inserito nel gruppo A (quello delle "Nuove proposte"), passò il turno assieme a Stefano Sani (Lisa), a Mario Castelnuovo (Sette fili di canapa) e a Mal (Sei la mia donna).
Nella finale di sabato 30 gennaio 1982, Zucchero eseguì il brano per tredicesimo.
Il lato B del disco era il brano Canto te, canzone con la quale Zucchero si era aggiudicato il primo posto al Festival di Castrocaro a pari merito con Marina Fiordaliso. Nelle prime copie del 45 giri, il brano uscì con il titolo errato, Tanto te.

## Tracce
- COD: Polydor 2060 254

1. Una notte che vola via – 4:04 (testo: Adelmo Fornaciari, Carlo D'Apruzzo – musica: Adelmo Fornaciari)
2. Canto te